# Juan José Pérez Suaza
Juan José Pérez Suaza (Quindío, 25 luglio 2004) è un calciatore colombiano, centrocampista del Godoy Cruz.

## Carriera
Pérez è cresciuto nel settore giovanile dell'América de Quito dove ha debuttato in prima squadra nel corso del 2021 in Serie B, categoria in cui poi ha giocato anche nel 2022. Nel 2023 è passato in prestito all'Emelec dove ha esordito in Serie A ed in Coppa Sudamericana e l'anno successivo ha firmato un contratto con il Deportivo Pereira, altro club della prima divisione colombiana.
Il 9 agosto 2024 è stato acquistato dal Godoy Cruz, club della prima divisione argentina, con cui ha esordito il 21 settembre nell'incontro di Primera División contro l'Unión (SF).

### Nazionale
Ha giocato con la nazionale colombiana Under-20.

## Statistiche

### Presenze e reti nei club
Statistiche aggiornate al 19 ottobre 2024.
| Stagione        | Squadra           | Campionato      | Campionato | Campionato | Coppe nazionali | Coppe nazionali | Coppe nazionali | Coppe continentali | Coppe continentali | Coppe continentali | Altre coppe | Altre coppe | Altre coppe | Totale | Totale | Totale |
| Stagione        | Squadra           | Comp            | Pres       | Reti       | Comp            | Pres            | Reti            | Comp               | Pres               | Reti               | Comp        | Pres        | Reti        | Pres   | Reti   |        |
| --------------- | ----------------- | --------------- | ---------- | ---------- | --------------- | --------------- | --------------- | ------------------ | ------------------ | ------------------ | ----------- | ----------- | ----------- | ------ | ------ | ------ |
| 2021            | América de Quito  | B               | 7          | 0          | -               | -               | -               | -                  | -                  | -                  | -           | -           | -           | 7      | 0      |        |
| 2022            | América de Quito  | B               | 19         | 2          | -               | -               | -               | -                  | -                  | -                  | -           | -           | -           | 19     | 2      |        |
| 2023            | América de Quito  | B               | 11         | 0          | -               | -               | -               | -                  | -                  | -                  | -           | -           | -           | 11     | 0      |        |
| 2023            | Emelec            | A               | 5          | 0          | -               | -               | -               | CS                 | 2                  | 0                  | -           | -           | -           | 7      | 0      |        |
| 2024            | Deportivo Pereira | A               | 3          | 0          | CC              | 6               | 0               | -                  | -                  | -                  | -           | -           | -           | 9      | 0      |        |
| 2024            | Godoy Cruz        | PD              | 4          | 0          | CA+CdL          | 0               | 0               | CL                 | 0                  | 0                  |             | -           | -           | 4      | 0      |        |
| Totale carriera | Totale carriera   | Totale carriera | 49         | 2          |                 | 6               | 0               |                    | 2                  | 0                  |             | -           | -           | 57     | 2      |        |